# اینوستک
اینوستک (انگلیسی: Investec) شرکت سرمایه‌گذاری بریتانیایی است، که در سال ۱۹۷۴ تأسیس شد.